# صندوق سرمایه‌گذاری مبتنی بر شاخص

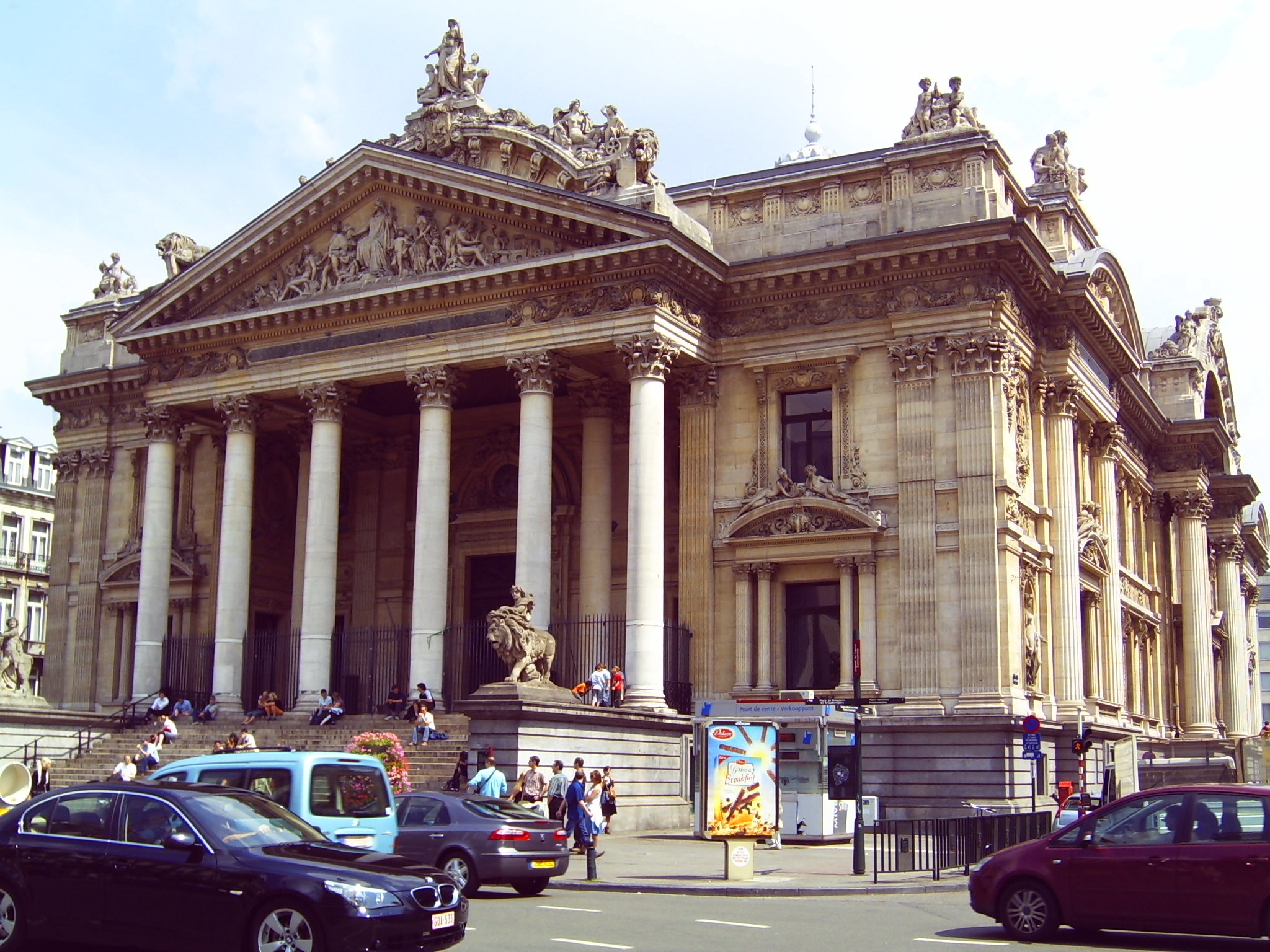
ساختمان سابق بورس اوراق بهادار بروکسل

صندوق سرمایه‌گذاری مبتنی بر شاخص (به انگلیسی: Index fund) یا صندوق سرمایه‌گذاری شاخصی، گونه‌ای از طرح‌های سرمایه‌گذاری جمعی (اغلب یک صندوق سرمایه‌گذاری مشترک یا صندوق قابل معامله در بورس) است. در این نوع صندوق‌ها هدف، انطباق پرتفولیوی سرمایه‌گذاری با شاخص بازار سهام می‌باشد. صندوق‌های سرمایه‌گذاری مبتنی بر شاخص، منابع خود را بر پایه الگوی تعیین‌شده برای یکی از شاخص‌های موجود در بازار، سرمایه‌گذاری می‌کنند و اغلب آنها معاملات آتی انجام نمی‌دهند. شاخص مورد نظر می‌تواند یک شاخص سهام یا اوراق قرضه باشد. در این صندوق‌ها تنها زمانی خرید و فروش سهام ضرورت می‌یابد، که وجهی به واسطه ورود سرمایه‌گذار جدید، اضافه یا به دلیل خروج یک سرمایه‌گذار، کم شود. مزیت اصلی صندوق‌های سرمایه‌گذاری مبتنی بر شاخص، هزینه‌های بسیار پایین آنها می‌باشد.
اولین مدل نظری صندوق‌های سرمایه‌گذاری شاخصی در سال ۱۹۶۰ توسط دو دانشجوی دانشگاه شیکاگو، بنام‌های؛ ادوارد رنشاو و پل فلدشتاین پیشنهاد شد. نخستین صندوق سرمایه‌گذاری مبتنی بر شاخص با هدف پیروی از شاخص اس‌اندپی۵۰۰ توسط جان سی. باگل (بنیانگذار گروه ونگارد) راه‌اندازی گردید. 